# John Hurt
Pour les articles homonymes, voir Hurt.
Ne doit pas être confondu avec Mississippi John Hurt.
John Hurt est un acteur britannique, né le 22 janvier 1940 à Chesterfield (Derbyshire) au Royaume-Uni et mort le 25 janvier 2017 à Cromer (Norfolk) au Royaume-Uni.
Célèbre pour ses rôles en grande partie dramatiques, Hurt est nommé parmi les acteurs les plus talentueux du Royaume-Uni et désigné par plusieurs journaux comme l'un des acteurs les plus mémorables de l'histoire du cinéma. Cantonné au début de sa carrière aux seconds rôles, il obtient néanmoins plusieurs nominations aux BAFTA Awards à partir des années 1970 ; il attire l'attention en 1971 avec son rôle secondaire du jeune Timothy Evans dans le drame biographique L'Étrangleur de Rillington Place de Richard Fleischer aux côtés de Richard Attenborough et Judy Geeson. John Hurt obtient son premier prix aux Golden Globes pour le rôle secondaire du prisonnier Max dans Midnight Express (1978) ; il est nommé au BAFTA pour son rôle du Lieutenant G.W. Kane dans le film d'horreur Alien, le huitième passager de Ridley Scott (1979), qui a marqué les esprits notamment avec la scène où une créature sort de sa poitrine.
Il accède véritablement à la célébrité en 1980 en incarnant Joseph (John) Merrick aux côtés d'Anthony Hopkins dans Elephant Man, un autre drame biographique signé David Lynch ; sa prestation lui vaut une nomination à l'Oscar du meilleur acteur en 1981, une autre nomination aux Golden Globes la même année ainsi qu'une récompense au BAFTA Award du meilleur acteur dans un rôle principal.
Parmi ses prestations notables on compte notamment celle de Billy Irvine dans La Porte du paradis (1980), de Winston Smith dans 1984 (tiré du célèbre roman de George Orwell), du dictateur Adam Sutler dans V pour Vendetta (2006) et Monsieur Ollivander dans Harry Potter à l'École des Sorciers (2001) (rôle qu'il reprendra en 2010 dans Harry Potter et les Reliques de la Mort, volet divisé en deux parties). Il réussit également à la télévision en incarnant Quentin Crisp dans L'Homme que je suis (1975), Caligula dans la série Moi Claude empereur (1976) et le conteur d'histoire dans la série Monstres et Merveilles (1987) (adaptée de légendes celtiques, russes ou encore allemande).
Également remarqué pour sa voix grave et distinctive, il a endossé à plusieurs reprises le rôle de narrateur dans diverses œuvres ; il a par ailleurs prêté sa voix à Aragorn dans l'adaptation animée Le Seigneur des anneaux (1978), au fox-terrier Snitter dans le film d'animation dramatique acclamée par la critique The Plague Dogs (1982), mais aussi au Seigneur des Ténèbres, antagoniste principal dans le film Disney Taram et le Chaudron magique (1985) et au narrateur dans un autre film Disney Les Aventures de Tigrou (2000).
Sur la scène humanitaire, John Hurt fut très présent dans les œuvres de charité à partir des années 2000.

## Biographie

### Enfance
John Vincent Hurt naît le 22 janvier 1940 à Chesterfield, Derbyshire en Angleterre ; il est le fils d'Arnold Herbert Hurt (1904-1999), un vicaire anglican, et de Phyllis Massey (1907-1975), ingénieure et comédienne amateur,. Il a un grand frère du nom de Michael Hurt (devenu moine et écrivain sous le nom de Br. Alselm au Glenstal Abbey), et a également une sœur adoptive Monica.
Enfant, il manifeste déjà un goût prononcé pour la comédie notamment grâce à sa mère qui l'emmène souvent regarder des pièces de théâtre à Cleethorpes. Il participe même à celles organisées dans les écoles qu'il fréquente. Mais si dans la comédie, le jeune John y trouve un certain épanouissement, son apprentissage scolaire et son entente avec quelques professeurs ne sont pas toujours faciles. Dans une interview accordée au magazine The Guardian en 2000, il révèle avoir subi des humiliations d'un maître d'école devant ses camarades (à l'école préparatoire de St Michael's, à Otford) ainsi que des moqueries d'un directeur de l'établissement Lincoln School, quand il avait douze ans, sur son envie de travailler dans le cinéma plus tard :

« J'étais un garçon sérieux, [...], et cela m'a semblé une décision si énorme qu'on puisse prendre dans sa vie, et quand j'ai vu le directeur de Lincoln School, M. Franklin, dans une conversation redoutée, il m'a demandé : "Que vas-tu faire de ta vie ?". Et après avoir avalé ma salive, j'ai dit: "Eh bien, j'aimerais vraiment être acteur." Et il a juste ri et m'a dit: "Tu peux être bien dans les pièces de théâtre de l'école mais tu n'as aucune chance dans la profession." Ce que je considère toujours comme une réaction inappropriée pour un directeur. »

— John Hurt, site du Guardian
Du côté de sa famille, John n'a pas grand soutien non plus : ses parents n'apprécient guère ses ambitions de devenir acteur de cinéma, préférant qu'il opte pour le métier de professeur d'art, à savoir que durant les années 1950, la famille Hurt vivait à Cleethorpes dans un presbytère en face d'un cinéma mais les enfants n'étaient pas autorisés à y aller car, selon les parents de John, les films étaient plutôt « mal vus ».
En 1957, âgé de 17 ans, Hurt s'inscrit à la Grimsby Art School (maintenant la East Coast School of Art and Design) où il a étudié l'art. En 1959, il obtient une bourse lui permettant d'étudier pour un diplôme de professeur d'art à la Saint Martin's School of Art de Londres,, puis étudie en 1960 l'art dramatique et la peinture au Royal Academy of Dramatic Art durant deux ans. Mais son rêve d'être acteur est toujours présent et John sait déjà quel chemin prendre après ses études.

### Carrière

#### Ascension progressive (1962-1979)
Hurt apparaît pour la première fois dans le film The Wild and the Willing (1962) de Ralph Thomas, mais son premier rôle majeur est celui de Richard Rich dans Un homme pour l'éternité de Fred Zinnemann sorti en 1966.
Sa carrière se précise à partir des années 1970, notamment avec le film biographique L'Étrangleur de Rillington Place (10 Rillington Place) du réalisateur américain Richard Fleischer ; l'histoire étant centrée sur l'affaire Christie qui s'est déroulée durant les années 1940 et 1950 en Angleterre, John Hurt interprète dans ce film Timothy Evans, un jeune père de famille sensible et simple d'esprit, accusé de meurtres commis par un autre locataire de son immeuble John Christie (joué par Richard Attenborough). Sa prestation est citée parmi les meilleures concernant les rôles secondaires au cinéma et lui vaut sa première nomination au BAFTA du meilleur acteur dans un second rôle.
Il tient le rôle principal de Malcolm dans le film britannique indépendant Little Malcolm de Stuart Cooper, adapté de la pièce Little Malcolm and His Struggle Against the Eunuchs de David Halliwell. Présenté en festival à la 24e édition de Berlinale de 1974 en Allemagne, le métrage est bien accueilli par la critique et remporte un Ours d'argent. Hurt travaillera une nouvelle fois avec le réalisateur dans son autre film The Disappearance en 1977.
En 1975, sa représentation de l'artiste anglais Quentin Crisp (une personnalité défendant son homosexualité durant les années 1930 à l'époque d'une Angleterre intolérante), dans le téléfilm et biopic L'Homme que je suis (The Naked Civil Servant) de Jack Gold, se fait remarquer et lui vaut le British Academy Television Award du meilleur acteur.
L'année suivante, Hurt est de nouveau acclamé pour sa performance de l'empereur romain Caligula (rôle qu'il avait refusé de jouer au départ) dans la série télévisée dramatique Moi Claude empereur qui est diffusée sur la chaîne anglaise BBC2.
Puis en 1978, dans le film dramatique américano-britannique Midnight Express d'Alan Parker (film racontant l'histoire de William Hayes, arrêté et emprisonné en Turquie en 1970), il incarne le prisonnier Max, rôle pour lequel il remporte l'année suivante un Golden Globe et un BAFTA et est nommé pour la première fois à l'Oscar du meilleur acteur dans un second rôle (mais c'est Christopher Walken qui gagnera la statuette de cette catégorie pour le film Voyage au bout de l'enfer). C'est également à cette époque que Hurt débute dans l'animation en prêtant sa voix dans les films, comme pour le personnage principal du lapin Noisette (Hazel en anglais) dans La Folle Escapade de Martin Rosen, tiré du roman du même nom de Richard Adams, ainsi que pour le personnage d'Aragorn dans Le Seigneur des anneaux de Ralph Bakshi, adapté du célèbre roman de J. R. R. Tolkien,.
Il est également engagé par Ridley Scott pour jouer le lieutenant Gilbert Ward « Thomas » Kane dans le film de science-fiction horrifique Alien, le huitième passager, premier film de la saga Alien. Le métrage est un succès commercial et critique, nommé et récompensé dans plusieurs académies dont l'Oscar du cinéma, et possédera le statut de film culte. Le rôle de Hurt dans ce film est devenu célèbre au fil des années, car son personnage est le premier à l'écran à être sauvagement attaqué par le Xénomorphe (une créature extraterrestre).

#### Elephant Manet1984(les années 1980)

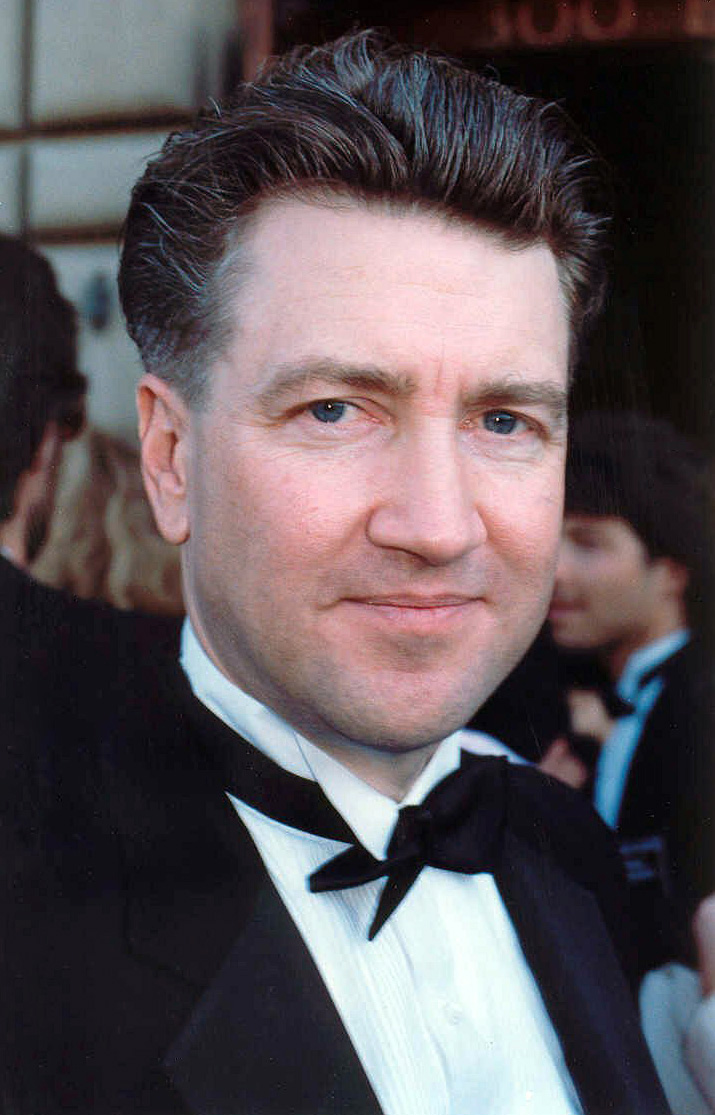
David Lynch (en 1990), ayant dirigé John Hurt et Anthony Hopkins dans le film Elephant Man.

1980 est l'année de sortie d'Elephant Man film américain de David Lynch, adapté des mémoires de Frederick Treves (joué par Anthony Hopkins), médecin britannique de l'ère victorienne ayant pris en charge Joseph Merrick (surnommé « l'homme-éléphant », du fait de ses nombreuses difformités). Dans ce film, John Hurt interprète le rôle principal de Joseph Merrick (appelé John Merrick dans le film) et, afin d'illustrer la maladie dont souffrait Merrick, a dû porter des prothèses à partir de mousses de latex posées en deux couches pour les parties osseuses et les parties molles, maquillage qui le rend ainsi méconnaissable à l'écran. En outre, son jeu en toute finesse dans ce rôle dramatique fait l'unanimité auprès du public et est salué par les critiques ; il décroche l'année suivante sa deuxième nomination à l'Oscar du meilleur acteur, une autre nomination au Golden Globe du meilleur acteur dans un film dramatique et remporte le prix au BAFTA du meilleur acteur.

Le journaliste Vincent Canby commente au New York Times en 1980 que : « M. Hurt est vraiment remarquable. Ce n'est pas facile de jouer sous un masque aussi lourd [...] ». David Lynch, réalisateur du film, qualifia l'acteur comme étant « simplement l'un des meilleurs comédiens au Monde »[réf. souhaitée].

« Les acteurs ont fait un grand travail. Je ne peux rien dire d'encore mieux sur John Hurt. Ce qu'il a fait est juste formidable. Son personnage est tellement fantastique. C'est une affaire d'être humain, votre cœur va simplement vers lui à cause de ce qu'il a vécu. »

— David Lynch, interview sur l'édition spéciale du DVD d'Elephant Man
Mel Brooks, producteur d'Elephant Man, le recrute pour incarner à l'écran Jésus-Christ dans son film La Folle Histoire du monde (Brooks est également acteur dans le film).
Entre 1981 et 1983, Hurt participe à plusieurs films. L'un d'eux qui se distingue est un long métrage d'animation dramatique britannique  The Plague Dogs réalisé de nouveau par Martin Rosen et sorti en 1982. Dans ce dessin animé celluloïd (adapté du roman du même nom de Richard Adams paru en 1977), John Hurt et Christopher Benjamin donnent respectivement leur voix aux personnages principaux : Snitter, un chien fox-terrier et Rowf, un labrador noir.
L'année suivante, il incarne le personnage principal de Winston Smith dans l'adaptation 1984 (Nineteen Eighty-Four) de Michael Radford de la célèbre œuvre dystopique du même nom de l'écrivain britannique George Orwell. Le film sort le 10 octobre 1984 au Royaume-Uni, malgré des fans divisés, la plupart préférant le roman à l'adaptation cinéma. Le film a été nommé aux BAFTA de la meilleure direction artistique et a remporté deux prix aux Evening Standard British Film Awards : celui du meilleur film et celui du meilleur acteur pour John Hurt.
Puis, il prête sa voix de l'antagoniste, le Seigneur des Ténèbres, dans le 32e long-métrage d'animation Disney Taram et le Chaudron magique qui sort en 1985.
En 1987, il reprend le rôle du Lieutenant Kane dans La Folle Histoire de l'espace (Spaceballs) par Mel Brooks de nouveau, parodiant le film Alien, le huitième passager.
En 1989, il partage l'écran avec Ian McKellen, Joanne Whalley et Bridget Fonda dans le film Scandal de Michael Caton-Jones, un film relatant de manière fictionnelle l'affaire Profumo survenu au Royaume-Uni en 1963, et dans lequel Hurt incarne le rôle principal de Stephen Ward. Le film est présenté au Festival de Cannes en 1989 ; le journaliste Roger Ebert a  salué en 1989 la performance de John Hurt. En 2017 après la mort de l'acteur, Peter Bradshaw (critique de cinéma du magazine The Guardian) a déclaré que sa performance dans ce film était son chef-d'œuvre.

#### Les années 1990
Consacré depuis le début de sa carrière aux films britanniques et américains principalement tournés au Royaume-Uni, c'est surtout à partir des années 1990 que John Hurt est sollicité par des cinéastes du monde entier.
D'abord, il joue aux côtés de Richard Harris, Sean Bean et Brenda Fricker dans le film dramatique irlando-britannique The Field de Jim Sheridan, qui est nommé aux Oscars l'année suivante. La même année, il est le personnage Dr Joe Buchanan et narrateur dans La Résurrection de Frankenstein, film de science-fiction et d'horreur du réalisateur réputé Roger Corman.
En 1993, il apparaît dans le film franco-portugais L'Œil qui ment de Raoul Ruiz, présenté au Festival de Cannes.
Il prête sa voix à la taupe M. Miro (Mr. Mole en anglais) dans le film d'animation classique Poucelina (1994) de Don Bluth (adapté du compte La Petite Poucette de Hans Christian Andersen).
Il travaille pour la première fois avec Jim Jarmusch en 1995 dans son film western Dead Man. Il joue de nouveau dans un film de Michael Caton-Jones, Rob Roy, composé de Liam Neeson, Tim Roth et Hurt lui-même comme acteurs principaux. Il y joue le rôle de James Graham, Marquis de Montrose. Le film est bien reçu par la critique presse malgré un succès modéré en Amérique du Nord.
Puis, il interprète le rôle principal de l'écrivain anglais Giles De'Ath, fasciné par un jeune acteur nommé Ronnie (joué par Jason Priestley), dans le film britannico-canadien Amour et mort à Long Island (adapté du roman du même nom de Gilbert Adair de 1990) présenté au Festival de Cannes de 1997 dans la section Un certain regard. Le film a reçu des notes généralement positives de la part des critiques,. Roger Ebert a félicité Hurt pour avoir donné à son personnage De'Ath « une dignité... qui transcende tout amusement ricanant à son engouement ».
Hurt interprète le personnage secondaire de S.R. Hadden dans le film de science-fiction américain Contact (1997) de Robert Zemeckis (tiré du roman de Carl Sagan), parmi un casting généreux dont Jodie Foster (rôle principal), Matthew McConaughey, James Woods, William Fichtner, ou encore David Morse. Mais Contact ne conquiert pas un large public et est partagé par des critiques mitigées et positives,,.
En 1999, John Hurt retrouve les studios Disney pour donner sa voix dans le film Les Aventures de Tigrou (sorti en 2000) ; il est en effet le narrateur du film. La même année, il est également le narrateur, cette fois en musique, pour l'album The Seduction of Claude Debussy du groupe de musique électronique Art of Noise où ils redécouvrent le compositeur français.

#### Rôles plus divers et honneurs (2000-2013)

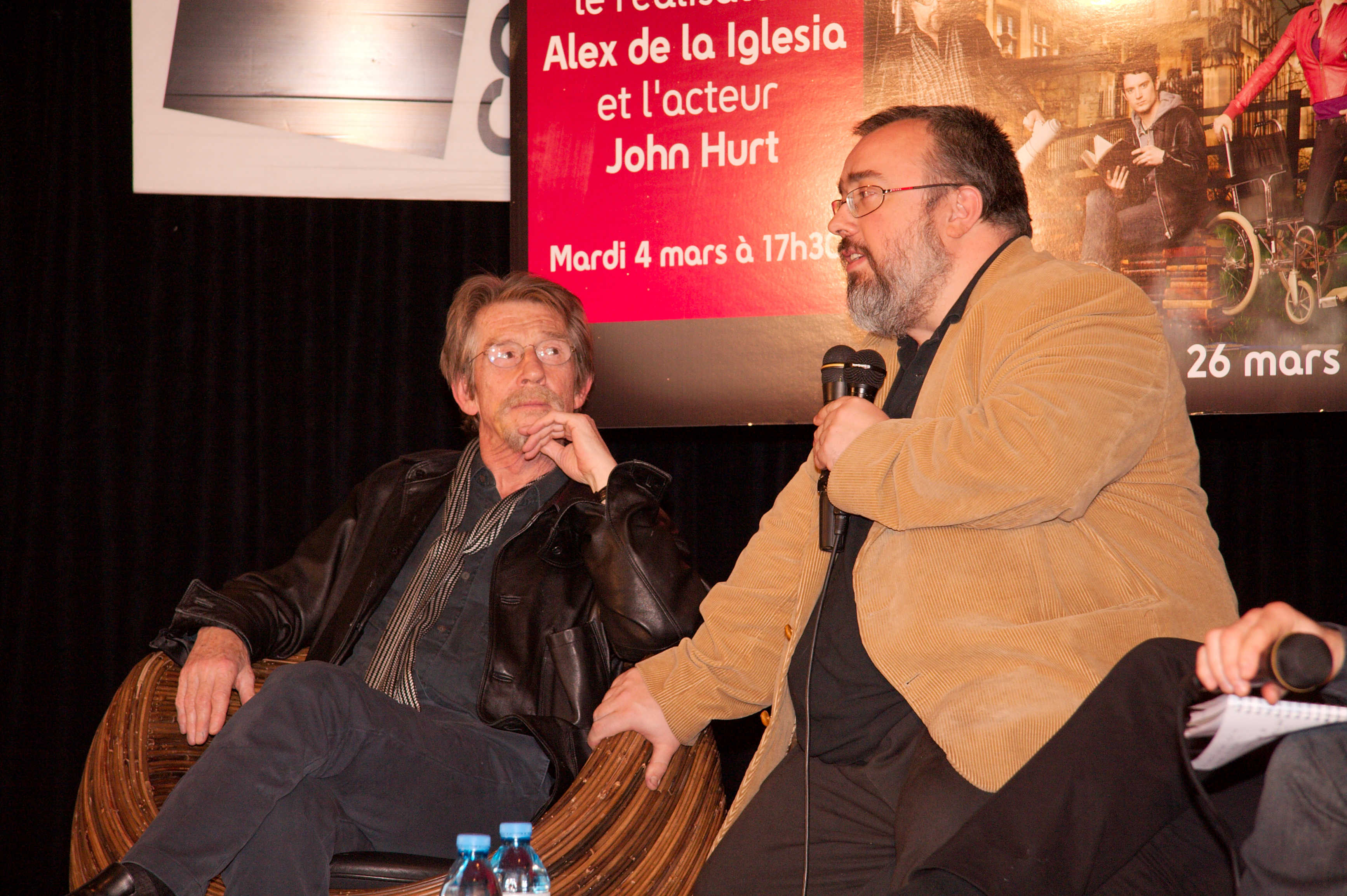
Rencontre avec John Hurt et Álex de la Iglesia organisée par le magasin Fnac des Ternes (Paris, France) pour le film Crimes à Oxford (mars 2008).

En 2001, il joue avec Nicolas Cage, Penélope Cruz et Christian Bale dans Capitaine Corelli de John Madden (adaptation du roman La Mandoline du capitaine Corelli de Louis de Bernières), dans le rôle secondaire du Dr Iannis.
La même année, il apparaît en tant que Mr. Garrick Ollivander, un fabricant de baguettes magiques et ancien élève de Poudlard dans le film à succès Harry Potter à l'École des Sorciers adapté des célèbres romans de J. K. Rowling. Son rôle sera plus important en 2010 et 2011 dans le dernier volet Harry Potter et les Reliques de la Mort qui est divisé en deux parties,.
En 2004, il est nommé commandeur dans l'ordre de l'Empire britannique (CBE). La même année, il interprète en second rôle le Professeur Trevor 'Broom' Bruttenholm dans le film fantastique américain Hellboy de Guillermo del Toro. Le film reçoit des critiques positives et Hurt est nommé au Fangoria Chainsaw du meilleur acteur dans un second rôle.
Il participe en 2005, avec Ewan McGregor, Ricky Gervais, Hugh Laurie et Tim Curry, au film d'animation 3D Vaillant, pigeon de combat ! dans lequel il prête sa voix à la mouette Felix.
En 2006, dans le film dystopique V pour Vendetta (tiré des bandes-dessinées d'Alan Moore), John Hurt incarne un antagoniste important, celui d'Adam Sutler, dictateur du parti fasciste Norsefire et « Haut Chancelier » du Royaume-Uni. Partageant la vedette avec Natalie Portman, Hugo Weaving, Stephen Fry et Stephen Rea, John Hurt joue ici un rôle contraire à celui de Winston Smith (victime du gouvernement omniprésent) dans 1984. Le film est un succès commercial mais divise la critique qui n'oublie pas pour autant de souligner la bonne qualité du jeu des acteurs.
Jon Hurt participe en 2007 au film français Boxes de Jane Birkin (également actrice du film), en interprétant un père anglais d'une famille vivant essentiellement en Bretagne. Ce film est une collaboration composée d'artistes français, anglais (dont John Hurt et Geraldine Chaplin) et belges. La même année, il reprend une première fois le rôle du professeur Broom dans le film d'animation Hellboy : De sang et de fer.
En mars 2008, sort en salles le film thriller Crimes à Oxford (The Oxford Murders) du réalisateur espagnol Álex de la Iglesia, une adaptation d'un roman de l'écrivain argentin Guillermo Martínez. John Hurt tient, aux côtés d'Elijah Wood, un des rôles principaux d'Arthur Seldom, un professeur de mathématiques de l'université d'Oxford et au caractère hautain et cynique. Malgré des critiques généralement mauvaises quant au scénario qualifié de maladroit et « une intrigue ennuyeuse » , la prestation des acteurs, dont celle de Hurt, est plutôt bien accueillie.

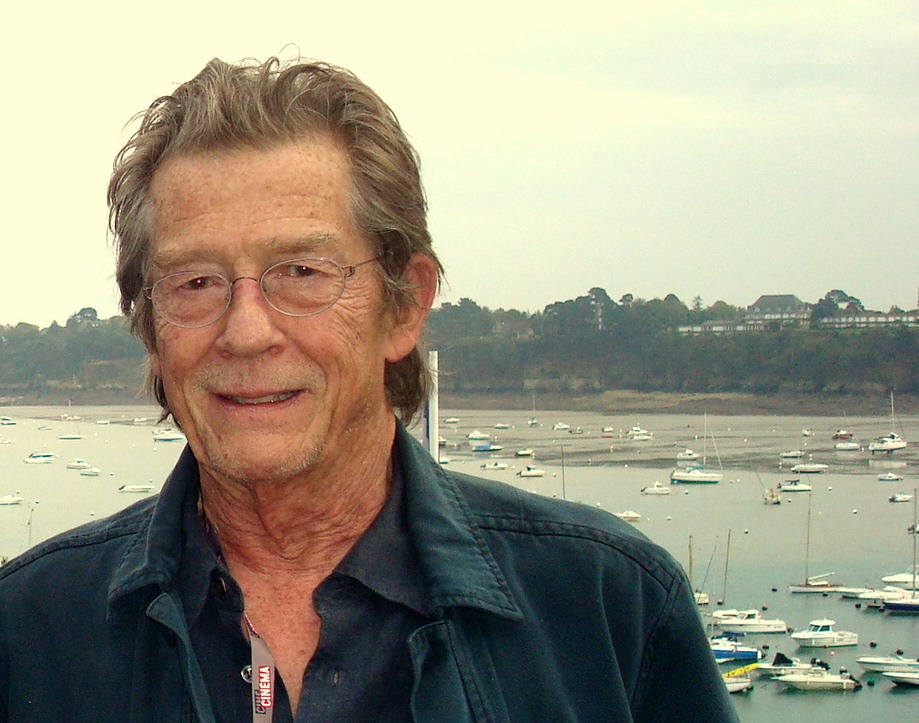
L'acteur John Hurt, invité d'honneur du festival de Dinard en 2009.

Hurt interprète le rôle du professeur Harold Oxley, aux côtés de Harrison Ford, Shia LaBeouf, Karen Allen et Cate Blanchett, dans le quatrième volet dirigé par Steven Spielberg, de la franchise américaine Indiana Jones, qui sort en mai 2008, soit dix-neuf ans après le précédent volet. Il retrouve également Guillermo del Toro pour jouer dans la suite de Hellboy.
En 2009, il participe, avec un petit rôle de serveur d'hôtel, à un segment dans le film à sketches américain New York, I Love You de plusieurs réalisateurs (un travail collectif de onze courts métrages et tournés à New York) ; il joue de nouveau avec Shia LaBeouf. La même année, Hurt reprend, trente-quatre ans après le téléfilm L'Homme que je suis, le rôle de Quentin Crisp dans le film An Englishman in New York (cette fois dirigé par Richard Laxton), dont son histoire se déroulant plusieurs années plus tard et racontant sa vie à New York aux États-Unis. John Hurt est récompensé par l'Ours d'or pour la Meilleure Interprétation au festival du film de Berlin en février 2009[réf. nécessaire].
Dans le film dramatique australien Lou de Belinda Chayko sorti en juin 2010, John Hurt joue un ancien marin atteint d'Alzheimer. Hurt a accepté de participer à ce projet car : « C'est une très belle histoire, en effet, elle est magnifiquement écrite », dira-t-il dans une interview du magazine australien IF. Comme dit plus haut, il reprend en 2010 et en 2011, le rôle de Mr. Garrick Ollivander dans le dernier volet Harry Potter et les Reliques de la Mort qui est divisé en deux parties,.
L'acteur reçoit le prix de l'interprétation masculine par le Festival international du film de femmes de Salé en 2011. Parmi les films notoires auxquels Hurt a participé compte également La Taupe de Tomas Alfredson (bien qu'il ait un rôle moins important à face un large casting dont Gary Oldman, Tom Hardy et Colin Firth) qui connaît un large succès commercial et critique au Royaume-Uni et aux États-Unis. Il joue également dans le film Melancholia de Lars von Trier. Coté télévision, il tient le rôle d'un prêtre qui écoute les confessions d'un tueur à gages, incarné par Kiefer Sutherland, dans la websérie The Confession.
En 2012, il est honoré au prix Lifetime Achievement BAFTA en reconnaissance de sa « contribution exceptionnelle au cinéma »,. Ému, l'acteur accepte ce prix d'honneur.

« Je sais que le cinéma compte beaucoup pour moi, mais je ne savais pas que je comptais autant pour le cinéma. Je me sens très honoré »

— John Hurt, au BAFTA 2012
En 2012, John Hurt est sélectionné parmi les icônes culturelles britanniques par l'artiste sir Peter Blake pour apparaître dans une nouvelle version de son œuvre la plus célèbre, la couverture de l'album Sgt. Pepper's Lonely Hearts Club Band des Beatles, pour célébrer les figures culturelles britanniques de sa vie qu'il admire le plus,.
Le 23 janvier 2013, il reçoit un doctorat honorifique en arts de l'Université de Lincoln, à la cathédrale de Lincoln.
Pour les 50 ans de la célèbre série télévisée britannique de science-fiction, Doctor Who, John Hurt joue le rôle du Docteur de la guerre,. La même année, il joue le rôle secondaire de Gilliam (vieil homme et figure paternelle) dans le film de science-fiction sud-coréen Snowpiercer, le Transperceneige de Bong Joon-ho (inspiré de la bande dessinée française Le Transperceneige). Bien accueilli par la critique, le film est qualifié d'« œuvre futuriste ambitieuse, riche et superbe visuellement » par plusieurs presses,.

#### Dernières activités (2013-2016)

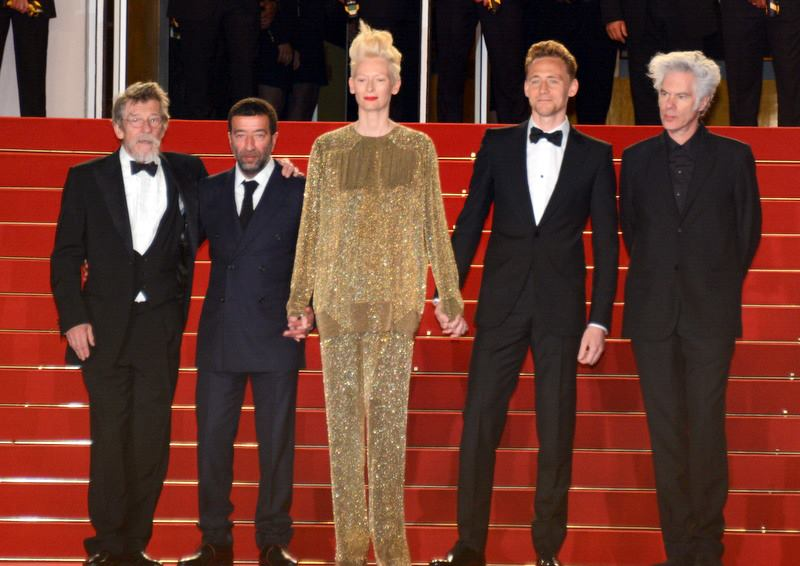
John Hurt (à gauche) et le reste de l'équipe du film Only Lovers Left Alive au Festival de Cannes en mai 2013.

Jim Jarmusch travaille pour la troisième fois avec Hurt en lui confiant le second rôle d'un Christopher Marlowe vampirisé dans son film fantastique Only Lovers Left Alive ; celui-ci présenté au Festival de Cannes 2013 et à de nombreux autres festivals du monde entier et sorti au cinéma quelques mois après,. Le film reçoit des critiques généralement positives.
En octobre 2014, l'acteur est honoré au prix William Shakespeare pour le théâtre classique, décerné par Michael Michael Kahn, directeur artistique du Shakespeare Theatre Company de Washington (DC), au gala annuel du Harman Center for the Arts.
Le 16 juin 2015, il annonce être atteint d'un cancer du pancréas mais poursuivre néanmoins ses activités.
Le 17 juillet 2015, il assiste à une cérémonie d'investiture au château de Windsor où il reçoit une distinction par la reine Élisabeth II.
Il est présent à la télévision notamment dans la mini série franco-britannique Panthers de Jack Thorne, en incarnant un patron peu recommandable. Les six épisodes de la série sont diffusés entre octobre et décembre 2015.
Hurt retrouve Natalie Portman dans Jackie de Pablo Larraín (film biographique autour l'ancienne première dame américaine Jackie Kennedy après l'assassinat de son mari et président John Fitzgerald Kennedy en 1963), dans lequel il joue le petit rôle du prêtre, le Père Richard McSorley. Sorti en décembre 2016, il s'agit du dernier film avec lui sorti de son vivant.
Hurt avait été initialement choisi pour interpréter l'ancien premier ministre britannique Arthur Neville Chamberlain dans le film Les Heures sombres (2017). Cependant, selon Gary Oldman, Hurt était affaibli par son cancer (bien que celui-ci ait connu une rémission à la fin de l'année 2015) et suivait un traitement médical et n'a donc pas pu assister au travail des textes ; c'est finalement Ronald Pickup qui endossera le rôle de Chamberlain.

#### Films posthumes (2017)
Quelques films sont sortis à titre posthume après le décès de Hurt, dont le film biopic My Name Is Lenny (en) de Ron Scalpello, sur la vie de Lenny McLean sorti le 9 juin 2017. Hurt joue le personnage secondaire de Leslie Salmon.
Le même mois sort le film britannique That Good Night d'Eric Styles (basé sur la pièce de théâtre du même nom de N. J. Crisp de 1996), dans lequel l'acteur incarne le personnage principal de Ralph, ancien scénariste septuagénaire en phase terminale de sa maladie qui s'est donné comme mission de mettre fin à ses problèmes avec sa famille. Le film, tourné à Algarve au Portugal l'année précédente, est présenté au Festival international du film d'Édimbourg le 22 juin 2017. Aux critiques mitigées à positives, ce film est le tout dernier auquel John Hurt a participé.
Un autre film avec Hurt est Damascus Cover, un thriller américain de Daniel Zelik Berk qui est présenté au festival du film de Boston le 23 septembre, pour sortir officiellement en salles en juillet 2018. Hurt partage l'affiche avec les acteurs principaux Jonathan Rhys Meyers et Olivia Thirlby et interprète un rôle secondaire ; le film a été tourné à la fin de l'année 2015 et durant l'année 2016.

### Mort et hommages
John Hurt meurt des suites d'un cancer du pancréas le 25 janvier 2017 à son domicile à Cromer, trois jours après son 77e anniversaire,,. Charles McDonald, son agent, l'annonce officiellement le 27 janvier suivant. Son corps est incinéré, et ses cendres remises à la famille.
Le samedi 28 janvier, de nombreux cinéastes, acteurs et artistes britanniques lui rendent hommage, sur les réseaux sociaux, surtout sur Twitter. L'écrivaine J. K. Rowling, pour qui il a été un Monsieur Ollivander parfait dans la saga cinématographique Harry Potter a déclaré : « Je suis tellement triste d'apprendre le décès de l'immensément talentueux et profondément aimé John Hurt. Mes pensées vont vers sa famille et ses amis » avec Bonnie Wright, l'interprète de Ginny Weasley, qui a renchéri en affirmant : « Acheter des baguettes ne sera plus pareil sans vous ».
Mark Gatiss, quant à lui, a loué : « sa voix, ses yeux, sa sensibilité presque douloureuse. Tant de merveilles ». Le chanteur Boy George, admirant la performance de Hurt en tant que Quentin Crisp dans L'Homme que je suis a également laissé un message sur Twitter en son honneur : « Reposez en paix, l'incroyable John Hurt, et je le dis, L'Homme que je suis a changé ma vie. Il a porté la voix de Quentin Crisp, et la mienne aussi ! ».
Aux États-Unis, l'hommage à Sir John Hurt est également vibrant, surtout chez les cinéastes. À commencer par Chris Evans, ayant travaillé avec lui dans Snowpiercer, le Transperceneige, qui affirme que : « John Hurt était l'un des plus puissants, généreux et authentiques acteurs avec qui j'ai travaillé. Un homme remarquable. Il va nous manquer ».
Elijah Wood, qui a travaillé avec lui dans Crimes à Oxford, a déclaré qu'« assister à [son] travail a été un honneur »,.
Mel Brooks, ayant produit le film Elephant Man : « C'est vraiment triste aujourd'hui d'apprendre le décès de John Hurt. C'était un talent vraiment magnifique. Personne n'aurait pu jouer l'Elephant Man de façon plus mémorable. Il a porté ce film dans l'immortalité cinématographique. Il nous manquera beaucoup. »
Jamie Lee Curtis a évoqué sa performance dans Midnight Express et Sharon Stone l'a qualifié d'« acteur de légende et homme bon ».
Le musicien Slash lui rend également hommage sur les réseaux sociaux et affirme que Hurt est un de ses acteurs préférés.

### Vie personnelle
En 1962, John Hurt épouse l'actrice Annette Robertson ; leur union prend fin deux ans plus tard.
En 1967, il entame sa plus longue relation amoureuse avec Marie-Lise Volpeliere-Pierrot (mannequin d'origine française) ; le couple avait prévu en 1982 de se marier après quinze ans passés ensemble. Mais un drame a lieu le 26 janvier 1983, lorsque Hurt et sa fiancée font de l'équitation tôt le matin près de leur maison à Ascott-under-Wychwood, à Oxfordshire ; Volpeliere-Pierrot est jetée de son cheval et tombe dans le coma avant de mourir plus tard dans la journée. L'acteur en est très affecté et c'est même à cette période qu'il sombra dans l'alcoolisme.
En septembre 1984, il épouse en secondes noces une amie de longue date, Donna Peacock (actrice américaine), avec qui il reste jusqu'à la fin des années 1980.
En janvier 1990, il épouse en troisièmes noces Joan Dalton (assistante de production qu'il a rencontrée durant le tournage du film Scandal) avec qui il a deux fils : Alexander John Vincent Hurt (surnommé "Sacha") et Nick Hurt. Ils divorcent en 1996.
Après son quatrième mariage en 2005 avec Anwen Hurt, John Hurt a combattu ses problèmes d'alcool et de tabagisme présents depuis plusieurs années ; sa relation dure jusqu'à sa mort en 2017.
L'acteur avait une grande admiration pour le pays d'Irlande et, en plus de ses origines britanniques, aurait voulu avoir celles irlandaises.
John Hurt fut un ami proche des acteurs Ian McShane et Sarah Miles. Ils ont étudié ensemble au Royal Academy of Dramatic Art à Londres durant les années 1960, ; McShane confiera, quelques mois après la mort de son confrère, son regret de ne pas avoir joué dans un film à ses côtés depuis The Wild and the Willing (1962). D'ailleurs, il reprend le rôle du professeur Trevor Bruttenholm dans le reboot de Hellboy (2019), rôle que Hurt a tenu dans les deux premiers films de Guillermo del Toro sortis en 2004 et 2008.

## Activités diverses

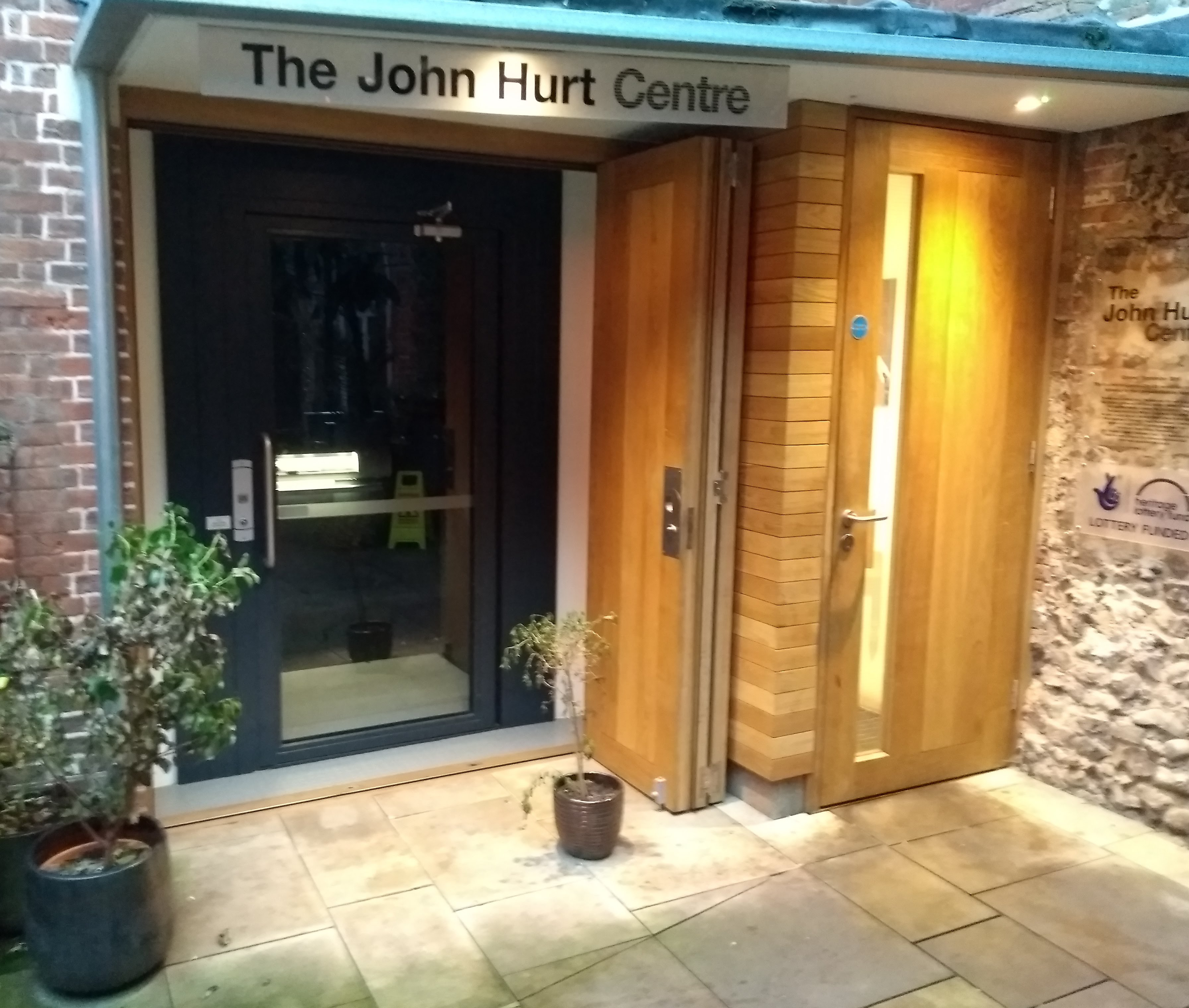
The John Hurt Centre, situé au Cinema City de Norwich, ouvre ses portes en septembre 2016.

En 2003, Hurt était un mécène de la Proteus Syndrome Foundation, à la fois au Royaume-Uni et aux États-Unis. Le syndrome de Protée est la maladie dont Joseph Merrick (que Hurt a incarné dans Elephant Man) aurait souffert, bien que l'état exact de Merrick ne soit toujours pas connu avec certitude,,.
Dès 2006, Hurt est devenu un parrain du Project Harar, une organisation caritative basée au Royaume-Uni qui travaille en Éthiopie venant en aide aux enfants défigurés ; sa femme Anwen Hurt reprend le flambeau après sa mort en 2017.
Hurt a également été nommé patron de Cinema City de Norwich en mars 2013, un centre d'art The John Hurt Centre y sera créé en son honneur en septembre 2016.

## Filmographie

### Cinéma

#### Années 1960
- 1962 : The Wild and the Willing de Ralph Thomas : Phil Corbett
- 1964 : This Is My Street de Sidney Hayers : Charlie
- 1966 : Un homme pour l'éternité (A Man for All Seasons) de Fred Zinnemann : Rich
- 1967 : Le Marin de Gibraltar (The Sailor from Gibraltar) de Tony Richardson : John
- 1969 : Davey des grands chemins (Sinful Davey) de John Huston : Davey Haggart
- 1969 : Avant que vienne l'hiver (Before Winter Comes) de J. Lee Thompson : Lieutenant Pilkington
- 1969 : À la recherche de Grégory, de Peter Wood : Daniel

#### Années 1970
- 1971 : Mr. Forbush and the Penguins (en) de Arne Sucksdorff, Alfred Viola et Roy Boulting : Richard Forbush
- 1971 : L'Étrangleur de Rillington Place (10 Rillington Place) de Richard Fleischer : Timothy John Evans
- 1972 : Le Joueur de flûte (The Pied Piper) de Jacques Demy : Franz
- 1974 : Little Malcolm de Stuart Cooper : Malcolm Scrawdyke
- 1975 : The Ghoul de Freddie Francis : Tom Rawlings
- 1976 : La Ligne du fleuve (La linea del fiume) d'Aldo Scavarda : Chandler
- 1977 : Three Dangerous Ladies, segment The Island de Robert Fuest : Lieutenant Simmonds
- 1977 : East of Elephant Rock de Don Boyd : Nash
- 1977 : The Disappearance de Stuart Cooper : Atkinson
- 1978 : Le Cri du sorcier (The Shout) de Jerzy Skolimowski : Anthony Fielding
- 1978 : Midnight Express de Alan Parker : Max.
- 1978 : La Folle Escapade (Watership Down) de Martin Rosen : Hazel (voix).
- 1978 : Le Seigneur des anneaux (J. R. R. Tolkien's The Lord of the Rings) de Ralph Bakshi : Aragorn (voix)
- 1979 : Alien, le huitième passager (Alien) de Ridley Scott : Lieutenant Kane

#### Années 1980
- 1980 : Elephant Man de David Lynch : John Merrick
- 1980 : La Porte du paradis (Heaven's Gate) de Michael Cimino : Billy Irvine
- 1981 : La Folle Histoire du monde (History of the World: Part I) de Mel Brooks : Jésus-Christ
- 1982 : La Nuit de l'évasion (Night Crossing) de Delbert Mann : Peter Strelzyk
- 1982 : Partners de James Burrows : Kerwin
- 1982 : The Plague Dogs de Martin Rosen : Snitter (voix)
- 1983 : Osterman week-end (The Osterman Weekend) de Sam Peckinpah : Lawrence Fassett
- 1984 : Champions de John Irvin : Bob Irvin
- 1984 : Le Succès à tout prix (Success Is the Best Revenge) de Jerzy Skolimowski : Dino Montecurva
- 1984 : The Hit : Le tueur était presque parfait (The Hit) de Stephen Frears : Braddock
- 1984 : 1984 de Michael Radford : Winston Smith
- 1985 : After Darkness de Sergio Guerraz et Dominique Othenin-Girard : Peter Hunningford
- 1985 : Taram et le Chaudron magique (The Black Cauldron) de Ted Berman et Richard Rich : le Seigneur des Ténèbres (voix)
- 1986 : Jake Speed d'Andrew Lane : Sid
- 1987 : Rocinante d'Ann Guedes et Eduardo Guedes : Bill
- 1987 : The Hunting of the Snark de Mike Batt : Narrateur
- 1987 : Sur la route de Nairobi (White Mischief) de Michael Radford : Gilbert Colvile
- 1987 : From the Hip de Bob Clark : Douglas Benoit
- 1987 : Un sketch (Aria), segment I pagliacci de Bill Bryden : l'acteur
- 1987 : La Folle Histoire de l'espace (Spaceballs) de Mel Brooks : Lieutenant Kane de Alien
- 1988 : La Nuit Bengali de Nicolas Klotz : Lucien Metz
- 1989 : Little Sweetheart de Anthony Simmons : Robert Burger
- 1989 : Scandal de Michael Caton-Jones : Stephen Ward

#### Années 1990
- 1990 : Romeo.Juliet de Armondo Linus Acosta : Mercutio
- 1990 : Windprints de David Wicht : Charles Rutherford
- 1990 : The Field de Jim Sheridan : The « Bird » O'Donnell
- 1990 : La Résurrection de Frankenstein (Frankenstein Unbound) de Roger Corman : Dr Joe Buchanan / Narrateur
- 1991 : I Dreamt I Woke Up de John Boorman : l’alter ego de Boorman Alter Ego
- 1991 : King Ralph de David S. Ward : lord Percival Graves
- 1992 : Lapse of Memory de Patrick Dewolf : Conrad Farmer
- 1992 : L'Œil qui ment de Raoul Ruiz : Anthony / le Marquis
- 1993 : Kölcsönkapott idö de István Poór : Sean
- 1993 : Monolithe de John Eyres : Villano
- 1993 : Even Cowgirls Get the Blues de Gus Van Sant : la comtesse
- 1994 : Poucelina (Thumbelina) de Don Bluth : Mr Mole (voix)
- 1994 : Second Best de Chris Menges : oncle Turpin
- 1994 : Rabbit Ears: Aladdin and the Magic Lamp (vidéo) : le conteur
- 1995 : Two Nudes Bathing de John Boorman : marquis de Prey
- 1995 : Saigon Baby de David Attwood : Jack Lee
- 1995 : Rob Roy de Michael Caton-Jones : Montrose
- 1995 : Dead Man de Jim Jarmusch : John Scholfield
- 1995 : Wild Bill de Walter Hill : Charley Prince
- 1997 : Amour et mort à Long Island (Love and Death on Long Island) de Richard Kwietniowski : Giles De'Ath
- 1997 : Contact de Robert Zemeckis : S.R. Hadden
- 1997 : Brute, de Maciej Dejczer : Babits
- 1997 : Tender Loving Care (vidéo) : Dr Turner
- 1998 : The Commissioner de George Sluizer : James Morton
- 1998 : Le Défi (en) (The Climb) de Bob Swaim : Chuck Langer
- 1998 : Night Train de John Lynch : Michael Poole
- 1998 : All the Little Animals de Jeremy Thomas : Mr. Summers
- 1999 : New Blood de Michael Hurst : Alan White
- 1999 : Le Château des singes de Jean-François Laguionie : Sebastian (voix, doublage pour la version anglophone)
- 1999 : If... Dog... Rabbit... de Matthew Modine : Sean Cooper
- 1999 : You're Dead... de Andy Hurst : Maitland

#### Années 2000

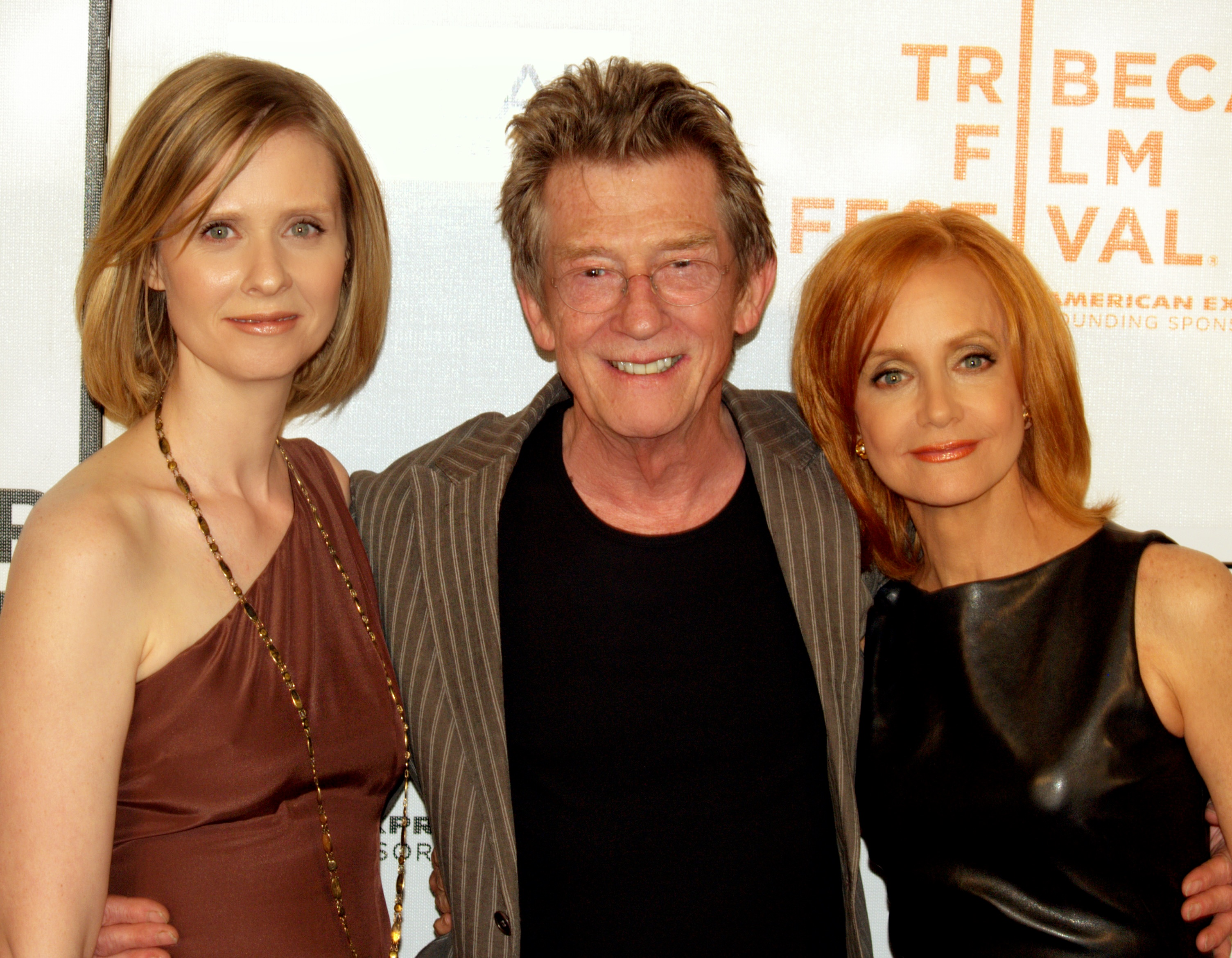
John Hurt et ses partenaires de jeu Cynthia Nixon et Swoosie Kurtz au festival du film de Tribeca en 2009, à la première du film An Englishman in New York.

- 2000 : Les Aventures de Tigrou (The Tigger Movie) de Jun Falkenstein : Narrateur (voix)
- 2000 : Les Âmes perdues (Lost Souls) de Janusz Kamiński : Père Lareaux
- 2001 : Tabloid de David Blair : Vince
- 2001 : Capitaine Corelli (Captain Corelli's Mandolin) de John Madden : Dr Iannis
- 2001 : Harry Potter à l'école des sorciers (Harry Potter and the Philosopher's Stone) de Chris Columbus : Mr. Ollivander
- 2002 : Miranda de Marc Munden : Christian
- 2002 : Crime and Punishment de Menahem Golan : Porfiry, l'enquêteur en chef
- 2003 : Mister Cash de Richard Kwietniowski : Victor Foss
- 2003 : Meeting Che Guevara and the Man from Maybury Hill, court-métrage de Anthony Byrne : l'homme de Maybury Hill
- 2003 : Dogville de Lars von Trier : Narrateur
- 2004 : Hellboy de Guillermo del Toro : Professeur Trevor « Broom » Bruttenholm
- 2005 : Short Order de Anthony Byrne : Felix
- 2005 : Vaillant, pigeon de combat ! (Valiant) de Gary Chapman : Felix (voix)
- 2005 : The Proposition de John Hillcoat : Jellon Lamb
- 2005 : Shooting Dogs de Michael Caton-Jones : Christopher
- 2005 : Manderlay de Lars von Trier : Narrateur (voix)
- 2005 : La Porte des secrets (The Skeleton Key) de Iain Softley : Ben Devereaux
- 2006 : V pour Vendetta (V for Vendetta) de James McTeigue : Adam Sutler
- 2006 : Le Parfum, histoire d'un meurtrier (Perfume: The Story of a Murderer) de Tom Tykwer : Narrateur
- 2007 : Boxes de Jane Birkin : le père de Fanny
- 2008 : Crimes à Oxford (The Oxford Murders) de Álex de la Iglesia : Arthur Seldom
- 2008 : Indiana Jones et le Royaume du crâne de cristal (Indiana Jones and the Kingdom of the Crystal Skull) de Steven Spielberg : professeur « Ox » Oxley
- 2008 : Outlander : Le Dernier Viking (Outlander) de Howard McCain : Rothgar
- 2008 : Hellboy 2 : Les Légions d'or maudites (Hellboy II: The Golden Army) de Guillermo del Toro : professeur Trevor « Broom » Bruttenholm
- 2008 : Lezione 21 d'Alessandro Baricco : Mondrian Kilroy
- 2009 : New York, I Love You : Bellhop
- 2009 : An Englishman in New York de Richard Laxton : Quentin Crisp
- 2009 : The Limits of Control de Jim Jarmusch : Guitar
- 2009 : 44 Inch Chest de Malcolm Venville : le vieil homme aux cacahuètes

#### Années 2010
- 2010 : Lou de Belinda Chayko : Doyle
- 2010 : Brighton Rock  de Rowan Joffé : Phil Corkery
- 2010 : Harry Potter et les Reliques de la Mort, partie 1 (Harry Potter and the Deathly Hallows: Part 1) de David Yates : Mr. Ollivander
- 2010 : Love at First Sight de Michael Davies : Arthur
- 2010 : Ultramarines (Ultramarines: A Warhammer 40,000 Movie) de Martyn Pick : Chapelain Carnak
- 2011 : Regret Not Speaking de Richard Kwietniowski
- 2011 : Melancholia de Lars von Trier : Dexter
- 2011 : Harry Potter et les Reliques de la Mort, partie 2 (Harry Potter and the Deathly Hallows: Part 2) de David Yates : Mr. Ollivander
- 2011 : Les Immortels de Tarsem Singh : Zeus vieux
- 2012 : La Taupe (Tinker, Tailor, Soldier, Spy) de Tomas Alfredson : Control
- 2012 : Jayne Mansfield's Car de Billy Bob Thornton
- 2013 : Le Transperceneige (설국열차) de Bong Joon-ho : Gilliam
- 2013 : Only Lovers Left Alive de Jim Jarmusch : Marlowe
- 2014 : Hercule (Hercules) de Brett Ratner : Cotys
- 2016 : The Journey (en) de Nick Hamm : Harry Patterson
- 2016 : Jackie de Pablo Larraín : le père Richard McSorley
- 2016 : ChickList de Tony Britten : Francis Bonar
- 2016 : Damascus Cover de Daniel Zelik Berk : Miki
- 2017 : That Good Night d'Eric Styles : Ralph[105]
- 2017 : My name is Lenny de Ron Scalpello : Leslie Salmon
- 2017 : Back To Utopia de Fabio Wuytack : Peter Panludic (voice over)

### Télévision

#### Téléfilms
- 1974 : The Playboy of the Western World : Christopher Mahon
- 1975 : L'Homme que je suis : Quentin Crisp
- 1977 : Spectre : Mitri Cyon

- 1983 : Le Roi Lear : le fou
- 1988 : David Macaulay: Pyramid : Khufu / le second explorateur français (voix)
- 1988 : Deadline : Granville Jones
- 1988 : A Dinner of Herbs : le liseur de vers

- 1990 : The Investigation: Inside a Terrorist Bombing : Chris Mullin
- 1992 : Six personnages en quête d'auteur : le père
- 1993 : L'Envol de Gabrielle : Rex Goodyear
- 1995 : Prisoners in Time : Eric Lomax

- 2000 : Krapp's Last Tape : Krapp
- 2002 : Bait : Jack Blake
- 2004 : Le Clan des rois (Pride) : Harry (voix)
- 2005 : Hiroshima : narrateur (voix)
- 2007 : Hellboy : De sang et de fer (Hellboy Animated: Blood and Iron) : Professeur Trevor « Broom » Bruttenholm (voix)
- 2008 : Recount : Warren Christopher
- 2009 : The Gruffalo : Owl (voix)

- 2010 : Whistle and I'll come to You : James Parkin
- 2013 : The Five(ish) Doctors Reboot : lui-même (voix archive)

#### Séries télévisées
- 1961-1962 : Probation Officer : Johnny Seton / Norman Bailey
- 1961-1963  : Drama 61-67 : Soldat Briggs / Tom
- 1962 : Z-Cars : James Hogan
- 1963 : Once Aboard the Lugger : Jobey Todd
- 1963-1964 : First Night : Desmond / Garry
- 1964-1965 : ITV Play of the Week : Dave / Terry
- 1964 : Armchair Theatre
- 1964 : Love Story : Harry Eddows
- 1964 : Gideon's Way : Freddy Tinsdale
- 1964 : Thursday Theatre : Orpheus
- 1967 : ITV Playhouse : Guy
- 1971 : ITV Saturday Night Theatre : Bob
- 1973 : Wessex Tales : Joshua Harlborough
- 1976 : Shades of Greene : Fred
- 1976 : Play for Today : Alec Cassell
- 1976 : Regan : Tony Grey
- 1976 : Moi Claude empereur (I, Claudius) : Caligula
- 1979 : Crime et Châtiment : Raskolnikov
- 1988 : Monstres et Merveilles :  Narrateur
- 1991 : Red Fox : Archie Carpenter
- 1991 : Screenplay : Alfred
- 1994 : Picture Windows : Comte
- 1999-2000 : Watership Down : Général Woundwort
- 2004-2006 : The Alan Clark Diaries : Alan Clark
- 2008-2012 : Merlin : le Grand Dragon (voix) et la phrase d'introduction au début de chaque épisode
- 2011 : The Confession, web-série : le prêtre
- 2012 : Labyrinthe : Audric Baillard
- 2013 : Doctor Who : Docteur de la guerre
- 2015 : Panthers de Johan Renck : Tom

### Jeux vidéo
- 1996 : Privateer 2: The Darkening : Joe Kane
- 1998 : Tender Loving Care : Dr Turner

## Distinctions

### Récompenses
- British Academy Television Awards 1976 : Meilleur acteur dans un téléfilm pour L'Homme que je suis
- Golden Globes 1979 : Meilleur acteur dans un second rôle pour Midnight Express
- British Academy Film Awards 1979 : Meilleur acteur dans un second rôle pour Midnight Express
- British Academy Film Awards 1981 : Meilleur acteur pour Elephant Man
- Mystfest 1984 : meilleur acteur pour The Hit : Le tueur était presque parfait partagé avec Terence Stamp et Tim Roth
- Festival international du film de Valladolid 1984 : meilleur acteur pour 1984 partagé avec Richard Burton
- Evening Standard British Film Awards 1985 : meilleur acteur pour 1984, pour Champions et pour The Hit : Le tueur était presque parfait
- Fantasporto 1985 : meilleur acteur pour 1984
- Joseph Plateau Awards 1994 : Prix Joseph Plateau Awards pour l'ensemble de sa carrière
- Festival du film de Gand 1994 : Prix d'Honneur Joseph Plateau Awards
- CableACE Awards 1995 : meilleur acteur dans une série télévisée dramatique pour Picture Windows et dans un court-métrage pour Two Nudes Bathing
- Festival international du film de Chicago 1997 : Prix Spécial FIPRESCI Prize du meilleur acteur pour Amour et mort à Long Island partagé avec Richard Kwietniowski
- Schermi d’Amore - Verona Film Festival 1998 : meilleur acteur pour Night Train
- London Critics Circle Film Awards 1999 : Prix Dilys Powell
- British Independent Film Awards 2003 : Richard Harris Award
- Berlin International Film Festival 2009 : Prix Teddy du meilleur acteur dans un second rôle pour An Englishman in New York
- FilmOut San Diego 2010 : meilleur acteur dans un second rôle pour An Englishman in New York
- San Diego Film Critics Society Awards 2010 : Meilleure distribution pour 44 Inch Chest partagé avec Ray Winstone, Ian McShane, Tom Wilkinson, Stephen Dillane, Joanne Whalley, Melvil Poupaud et Steven Berkoff
- Festival international du film de femmes de Salé 2011 : Prix de la meilleure interprétation masculine pour Lou
- British Academy Film Awards 2012 : Meilleure contribution au cinéma britannique
- Central Ohio Film Critics Association Awards 2012 : Meilleure distribution pour La Taupe partagé avec Gary Oldman, Mark Strong, Toby Jones, David Dencik, Ciarán Hinds, Colin Firth, Kathy Burke, Benedict Cumberbatch, Stephen Graham, Simon McBurney, Tom Hardy, Svetlana Khodtchenkova et William Haddock
- Evening Standard British Film Awards 2012 : Prix Spécial Alexander Walker

### Nominations
- British Academy Film Awards 1972 : Meilleur acteur dans un second rôle pour L'Étrangleur de Rillington Place
- Oscars 1979 : Meilleur acteur dans un second rôle du meilleur acteur dans un second rôle pour Midnight Express
- British Academy Film Awards 1980 : Meilleur acteur dans un second rôle pour Alien, le huitième passager
- Golden Globes 1981 : Meilleur acteur pour Elephant Man
- Oscars 1981 : Meilleur acteur pour Elephant Man
- British Academy Film Awards 1991 : Meilleur acteur dans un second rôle pour The Field
- Boston Society of Film Critics Awards 1998 : Meilleur acteur pour Amour et mort à Long Island
- Online Film & Television Association Awards 1998 : meilleur acteur pour Amour et mort à Long Island
- British Independent Film Awards 1999 : meilleur acteur pour Amour et mort à Long Island
- Fangoria Chainsaw Awards 2005 : meilleur acteur dans un second rôle pour Hellboy
- Australian Film Institute 2005 : meilleur acteur dans un second rôle pour The Proposition
- London Critics Circle Film Awards 2010 : meilleur acteur de l'année dans un second rôle pour 44 Inch Chest
- San Diego Film Critics Society Awards 2010 : Meilleur acteur dans un second rôle pour 44 Inch Chest
- British Academy Film Awards 2010 : Meilleur acteur dans un second rôle pour An Englishman in New York
- Indiewire Critics' Poll 2011 : meilleure distribution pour Melancholia partagé avec Kirsten Dunst, Charlotte Gainsbourg, Alexander Skarsgård, Brady Corbet, Charlotte Rampling, Jesper Christensen, Udo Kier, Stellan Skarsgård et Kiefer Sutherland
- Bodil Awards 2012 : Meilleur acteur dans un second rôle pour Melancholia
- BloodGuts UK Horror Awards 2013 : meilleur acteur dans un second rôle pour Only Lovers Left Alive

## Voix francophones
En version française, John Hurt est dans un premier temps doublé par Hubert Noël dans Un homme pour l'éternité, Gérard Hernandez dans Davey des grands chemins, Daniel Gall dans Le Joueur de flûte, Marc Cassot dans Moi Claude empereur, Michel Vitold dans Midnight Express , Bernard Murat dans Alien - Le huitième passager et Dominique Collignon-Maurin dans Elephant Man. Jean Roche le double dans le premier doublage de La Folle Escapade tandis qu'il est doublé par Bernard Métraux dans le second.
Bernard Tiphaine et Jean-Pierre Leroux le doublent respectivement dès 1978 et 1983 et deviendront ses voix les plus régulières, le premier le doublant huit fois jusqu'en 2011 ; le second six fois jusqu'en 2014. Dans les années 1980, John Hurt est également doublé par Marc de Georgi dans The Hit, Vincent Grass dans Sur la route de Nairobi et Jean Barney dans Monstres et Merveilles, tandis que dans les années 1990, il est doublé par Joël Martineau dans La Résurrection de Frankenstein, Jean-Pierre Delage dans King Ralph, Pierre Hatet dans Monolithe, Jean-Pierre Moulin dans Wild Bill et Jean Dautremay dans Rob Roy.
Dans les années 2000 et 2010, John Hurt est notamment doublé à trois reprises par Georges Claisse dans V pour Vendetta, The Limits of Control et Only Lovers Left Alive ainsi qu'à deux reprises chacun par Marcel Guido dans les films Harry Potter, Gilles Segal dans les films Hellboy et François Marthouret dans Dogville et Jackie. Enfin, John Hurt est également doublé à titre exceptionnel par Michel Ruhl dans Les Âmes perdues, Vania Vilers dans Capitaine Corelli, Jean-Claude Sachot dans The Proposition, Jacques Perrin dans Le Parfum, Féodor Atkine dans Crimes à Oxford, de nouveau Vincent Grass pour New York, I Love You, Maurice Chevit dans Melancholia, Gilbert Beugniot dans La Taupe, Alexandre von Sivers dans Doctor Who, Philippe Roullier dans The Confession et Pierre Bonzans dans Snowpiercer, le Transperceneige.
Versions françaises
- Bernard Tiphaine dans La  Nuit de l'évasion, Partners, 1984, Dead Man, Brighton Rock, Les Immortels, Labyrinthe, Panthers
- Jean-Pierre Leroux dans Osterman week-end, La Folle Histoire de l'espace, Contact, Outlander : Le Dernier Viking, Indiana Jones et le Royaume du crâne de cristal, Hercule